# 톰과 제리: 체이스
《톰과 제리: 체이스》(중국어: 猫和老鼠)는 2019년에 출시된 넷이즈의 비디오 게임이다.

## 개요
톰과 제리의 80주년을 맞아 넷이즈에서 출시한 게임. 규칙은 넷이즈의 이전 게임이었던 제5인격과 같다. 하지만 2D게임인 것도 있고, 상호작용 오브젝트가 훨씬 많아서 정말 애니메이션 같은 상황도 자주 나오는 편. 대체로 긍정적인 평가가 많지만, 잘 만든 게임을 광고도 하지 않고 소통도 적은 데다 최적화를 절대 하지 않는 넷이즈식 운영 때문에 불안해 하는 이용자도 있다.
술래잡기류의 게임을 좋아하지만 유명한 작품들이 다 공포 분위기이거나 너무 잔혹하기 때문에 차마 하지 못했던 사람들과 '톰과 제리'를 좋아하는 사람들이 많이 플레이 하고 있다.
그래픽이 애니메이션과 흡사해 진짜 만화에 있는 듯한 느낌을 주어 그래픽은 만장일치로 호평을 받고 있다.
또한 거의 모든 요소에 원작고증이 들어가 있어서 찾는 재미도 쏠쏠하다.

## 한국/일본서버 출시
1년 전에도 중국 서버를 통해 플레이하는 한국인이 있을 정도로 한국인 사이에서는 기대작이라는 평을 받았으며, 아는 사람은 아는 작품이었지만, 한국 서버에 대해선 좀처럼 소식이 없었는데, 최근 중국의 빡빡한 게임 규제로 해외 시장으로 눈을 돌린 넷이즈가 한국에도 게임을 출시하였다.일본지역과 통합되어 출시되었다.

## 게임 모드

### 클래식
게임 진행 방법은 후술.
가장 기본적인 모드이다.

### 팀 대항전
5대5 팀전이며, 아직 출시되지 않은 모드이다.

### 랭킹전
클래식과 규칙은 같다. 다이아 티어가 되면 밴 시스템이 생기는데, 고양이 팀은 생쥐 팀의 생쥐 2개를 밴할 수 있고, 생쥐 팀은 고양이 팀의 고양이 1개를 밴할 수 있다. 주로 투들스, 라이트닝, 로빈 후드 제리, 탐정 제리, 검객 터피, 악마 터피, 마술사가 밴 되는 편이다.
티어에는 브론즈, 실버, 골드, 플래티넘, 다이아, 무적생쥐왕/무적고양이왕이 있으며, 티어마다 5개의 단계로 나뉜다.

### 캐주얼

#### 불꽃대작전
톰이 귀여운 쿠쿠를 잡아 새장에 넣고 방에 폭탄을 잔뜩 심었어요. 쥐들이 구하러 오면 일망타진할 작전이죠.
용감한 제리와 친구들은 위협을 무릅쓰고 구출에 나섰어요. 톰과 제리의 불꽃 대작전 일촉즉발!
1. 게임 시간은 10분입니다.
2. 곳곳에 폭죽, 연기 실드 물약, 버블건 등이 있어요.
3. 쿠쿠의 새장은 게임 환경에 놓여지며 일정한 내구도가 있습니다. 새장을 공격하면 내구도가 줄어들며, 내구도가 0이 되면 쿠쿠가 구출됩니다.

승리 규칙은 다음과 같다.
- 고양이: 모든 쥐를 발사하기, 제한 시간이 끝나기 전까지 새장이 파괴되지 않게 하기.
- 쥐: 제한 시간 안에 새장 부수기.

#### 비치발리볼
1. 게임 시간은 10분입니다. 6명의 플레이어가 2팀으로 나뉘어 랜덤으로 팀당 고양이 1마리와 쥐 2마리가 지정됩니다. 맵의 좌측은 파랑팀, 우측은 빨강팀입니다.
2. 두 팀은 경기장의 배구공을 상대 진영으로 밀어야 합니다. 공이 상대방 진영으로 떨어지면 우리 팀이 1점을 얻습니다.
3. 먼저 30점을 내는 팀이 승리합니다.
4. 남은 시간이 0이 될 때 점수가 높은 팀이 이깁니다. 동점일 경우 두 팀 다 실패로 판정됩니다.
5. 경기장에 아이템이 계속 나타납니다. 던져서 상대팀의 플레이를 방해할 수 있습니다.
6. 게임 중에는 스킬을 쓸 수 없으며 경기장 중앙을 가로질러 이동할 수 없습니다.

해변가를 배경으로 발리볼을 하는 게임이다.
톰이 부피가 커서 공은 톰이 주로 밀고 제리 2명은 바닥의 아이템으로 적을 공격하는 역할을 맡는다.

#### 달려라 생쥐
3대3 팀전으로 진행되며, 모든 체크포인트를 밟고 도착 지점에 도달하는 것이 승리 조건이다.

### 튜토리얼
기본, 고급, 특급, 마스터 단계가 있으며, 고급 단계까지 모두 완수해야 랭킹전을 할 수 있다.
- 고급 : 나이트 캐슬 맵 해제 6레벨에 해금됨
- 특급 : 해변 맵, 우주 맵 해제 12레벨에 해금됨
- 마스터 : 농장, 놀이공원 맵 해제 16레벨에 해금됨

#### 튜토리얼에서 알려주지 않은 것
원본
1. 상자는 일정한 피해를 입히면 부서진다.
- 튜토리얼을 다 깬 사람도 이 아이템에 대해 자세히 몰라, 쥐구멍 가까이에 있다면 밀어서 사정거리 내에 안들어오게 하는 경우가 많은데, 아이템으로 맞추면 파괴되므로, 이 방법을 사용하도록 하자.
2. 고양이가 약화 상태일 때 폭죽을 던지면 고양이로부터 튕겨져 나온다.
- 보통 고양이한테 폭죽을 던질 때, 고양이가 그 폭죽을 잡아 카운트다운이 다 되면 터지는 방식으로 이용하는게 폭죽이지만, 고양이가 약화 상태일 때 폭죽을 던질 경우 팅겨나온다. 팀킬이 가능하니 주의하자.
3. 벽을 부술 때 골프공은 위아래로 던지는게 좋다.
- 골프공은 위아래로 튕기면 벽에 여러번 데미지를 넣는다. 같은 원리로 고양이가 스턴되었을 때도 위아래로 던져주면 데미지가 훨씬 많이 들어간다.
4. 아군이 고양이와 난전 상태일 때 폭죽을 자제하자.
- 물론 상위권에선 상관 없는 얘기지만, 아직 출시도 얼마 안돼 감을 완벽히 잡은 유저는 드무니, 난전 때는 폭죽 투척에 주의하는 것이 좋다.
5. 자신의 캐릭터의 역할에 충실하자.
- 구조 효율이 좋은 쥐는 구출을 우선하고, 치즈 밀기에 좋은 쥐(제리) 등 각각 캐릭터의 장점에 맞는 역할에 충실해야 한다. 세명이 주의를 끌고 치즈 밀기에 특화된 쥐가 치즈를 5개 혼자 맡아도 5분 안에 치즈를 모두 민다. 그러니 자신의 캐릭터에 맞는 역할을 맡자.
6. 항상 아이템을 지니고 다니자.
- 상황이 갑자기 어떻게 될지 모르기 때문에, 아이템을 지니고 있어도 페널티는 없으니 좋은 투척 아이템이 없더라도 아무거나 들고 다니는 게 좋다.
7. 아이템을 많이 준비하자.
- 쥐가 고양이를 견제하는데 가장 큰 비중을 차지하는 것은 아이템들이다. 특히 중국 고양이들은 방 안에 있는 모든 물건들을 던져서 없애기도 하는데, 여유가 된다면 얼음바구니나 폭죽에서 미리 2~3개씩 꺼내서 근처에 놓아두는 게 좋다. 아무것도 없어서 로켓에 묶인 동료만 바라보는 일이 생기지 않기를 원한다면 미리 미리 준비해두는게 좋다.
8. 파란 꽃병은 아이템을 3개까지 담을 수 있다.
- 파란 꽃병을 들고 투척 아이템 가까이에 있으면 '아이템 넣기' 버튼이 활성화되며, 그것을 누르면 파란 꽃병 안에 최대 3개까지 아이템을 넣을 수 있다. 이를 이용하면 고양이에게 엄청난 데미지를 줄 수 있다. 얼음을 넣었다면 얼고, 다이너마이트를 넣었다면 폭발한다.
9. 쥐덫을 밀어낼 수 있다.
- 얼음이나 폭죽으로 쥐덫을 밀어낼 수 있다. 같은 원리로 투들스의 향수도 밀칠 수 있다.
10. 맵과 화면에 집중하자.
- 로봇 쥐의 꼬리와 눈이 반짝거린다면 그 방에 고양이가 있다는 뜻이다. 맵에 좋은 정보들이 많으니 맵에 나오는 정보대로만 움직여도 높은 승률을 올릴 수 있다.
11. 은신이 되어도 방심하지 말자.
- 점프 후 착지할 때는 은신 상태여도 점프 효과인 하얀 연기가 나온다. 은신이 무적도 아니고, 고양이는 커서 더 잘 보이기 때문에, 이를 이용해 대략적인 위치를 알아낼 수 있으니 잘 이용하고 잘 대처하자.
12. 구조는 안전하게 천천히 진행하자.
- 무작정 구조하면 탈출했다 묶이는 상황이 반복되어 심지가 모두 타버리는 상황이 나오는데, 생쥐 1~2명이 아이템을 들고 침착하게 가면 고양이 입장에서는 아주 불리하다. 시간은 충분하고 치즈는 1명만 맡아도 5분 안에 해치울 수 있으므로, 천천히 진행하도록 하자.
13. 정찰 단계에서 죽어주지 말자.
- 간혹 EXP 케이크와 치즈 위치를 모두 파악해 얻었다고 고양이에게 괜히 시비를 걸다가 일반 쥐가 파괴되는 경우가 있는데, 고양이에게 경험치가 가므로 하지 말자.
14. 시간을 낭비하지 말자.
- 이 게임은 레벨링이 있으므로, 유리하다고 괜히 쓸모 없는 동선을 타지 말고, 초반에 빠른 레벨링으로 고양이를 압도하고 벽틈을 생성하는 게 좋다.
15. 아군이 로켓에 묶여있을 때 마지막 치즈를 밀지 말자.
- 마지막 치즈까지 모두 밀면 벽틈이 생성되고, 벽틈이 생성될 경우 모든 로켓의 심지 소모 속도가 2배로 빨라지는데, 그렇게 되면 구출이 더 힘들어지니 치즈를 밀기 전 안전하게 팀을 먼저 구출하는 것이 좋다.
16. 치즈 미는 것에 집착하지 말자.
- 치즈를 밀면 고양이에게 시야가 다 보이기 때문에, 고양이 위치가 확실하게 파악이 안된다면, 갑자기 고양이가 나와 슬로우로 인해 한대를 확정적으로 맞을 수 있고, 요즘 대세 고양이 지혜카드인 원통의 일격은 생쥐가 튼튼하지 않은 이상 한방이므로, 치즈 미는 건 미루어도 좋다. 시간은 충분하다.
17. 고양이가 있다면 최대한 피하자.
- 고양이가 근처에 있을 때는 어그로에 특화된 제리라고 해도 괜히 시비걸지 말고, 최대한 도망가자. 그 시간에 치즈를 미는 것이 훨씬 낫다.
18. 문을 열고 닫을 때 소리가 들린다.
- 문을 열고 닫으면, 문이 열린 쪽으로 말풍선이 나오는데, 그것으로 문을 열었는지 닫았는지 여부를 유추할 수 있다.
19. 사다리를 빠르게 오를 수 있는 기술이 존재한다.
- 사다리에 매달리고 점프한 다음 바로 매달리는 버튼을 누르면 그냥 타는 것보다 3배는 더 빨리 이동할 수 있다.
20. 쥐와 고양이의 히트박스를 고려하자.
- 쥐는 고양이보다 작기 때문에, 작은 틈새로 이동해 고양이의 동선을 낭비시켜 더 빠르게 도주할 수 있다.
21. 포크는 벽과 땅에 박힌다.
- 포크는 벽과 땅에 박히는데, 클래식 하우스 식탁 아래에 박으면 고양이는 그것을 빼내야만 이동할 수 있다. 길막이 가능한 상황에서는 포크를 꼽아놓는게 좋다.
이 외의 다른 팁들도 많다.

### 파쿠르
원하는 쥐 캐릭터를 선택해서 톰에게 도망치는 쿠키런처럼 하는 게임

## 클래식, 랭킹 게임 진행
- 정찰 단계

게임이 시작되면 모든 쥐 유저는 5가지 쥐구멍 중 원하는 쥐구멍으로 로봇 쥐를 보내서 치즈와 아이템의 위치를 확인하거나, 정찰 단계에만 존재하는 경험치 케이크를 수집해서 초반에 레벨업을 할 수 있다. 고양이 유저는 원하는 위치를 선택하면 로봇 쥐가 경험치 케이크를 못가져가게 견제하는게 주 목표다.
참고로 로봇 쥐는 물건들을 한 개씩만 수집 할 수 있으며, 쥐가 사용하지 못하는 물건(파리채, 쥐덫, 망치)을 수집했을땐 정찰이 끝난 후 사용할 수 없으며, 그 이외의 물건들은 대부분 얻고 시작한다. 또 고양이에게 공격당하면 바로 부숴지며, 경험치 케이크를 들고 있을 경우 떨어뜨린다. 고양이도 경험치 케이크를 수집 할 수 있으며, 똑같이 경험치가 주어진다. 또한 로봇 쥐가 근처에 있으면 이속증가와 점프속도 증가 버프를 획득한다. 만약 로봇 쥐가 파괴되면 다른 쥐 유저의 시점으로 관전이 가능하다(쥐 플레이어 한정). 제한 시간이 끝나거나 고양이가 모든 로봇 쥐를 파괴한다면, 치즈 단계로 넘어간다. 참고로, 로봇 쥐는 벽을 오르고 환풍구를 타는 것과 같은 대부분의 상호작용을 할 수 없다.
- 치즈 단계

정찰 단계가 끝나면, 쥐 유저들은 5개의 쥐구멍 중 원하는 쥐구멍으로 들어가서 게임을 시작한다. 쥐 유저들의 목표는 치즈 5개를 찾아서 구멍에 넣는 것. 고양이 유저의 목표는 쥐가 치즈를 옮기는 것을 막고 쥐를 잡아서 로켓에 묶은 후 날려보내는 것이다. 치즈를 들고 있거나 구멍에 넣고 있을 때는 점프력이 낮아지며, 특수한 능력이 없는 이상 고양이에게 지속적으로 위치가 노출된다.
- 탈출 단계

치즈 단계에서 고양이의 승리조건이 달성되지 않고 치즈 5개를 구멍에 밀어넣는 데 성공할 경우, 일정 시간 후 벽면 일부가 무너져서 약해진 부분이 지도에 표시된다. 쥐 유저들은 약해진 벽면에다 물건을 던져서 벽면을 파괴해 탈출할 수 있다. 2마리 이상의 쥐가 탈출하면 승리. 이때부터는 로켓의 발사 속도가 엄청 빨라지므로 잡히지 않도록 해야한다.
여기까지 3~4명의 쥐가 생존했다면 쥐가 승리할 확률이 높아진다.

## 맵

### 클래식 하우스
파일:클래식하우스.png
레벨에 관계없이 누구나 할 수 있는 맵, 맵 구성이 쉽다.
맵이 작아서 고양이에게 불리할 수 있다. 맵 전용 아이템으로는 들어가 숨을 수 있는 물통과 이동식 상자가 있다.
원작에서 거의 항상 나오는 그 집을 모티브로 한 듯 보인다.
게임 요소는 다음과 같다.
- 랜덤으로 한 방 안에서 아이템을 사용해 잔해가 남게 하면 집주인 여자가 나와 제리를 보면 빗자루로 휘둘러 범위 내에 있는 모든 플레이어를 기절시킨다.
- 오븐과 냉장고가 있다. 오븐은 이동속도를 빠르게 하지만 화상을 입어 기절할 수 있다. 냉장고는 그 반대의 효과를 주고, 얼어서 기절할 수 있다.
- 야외에는 그네 타이어와 물이 고인 바닥이 있다. 둘 중 하나가 나오거나, 두개 다 나오거나 한다.
- 그네 타이어: 맞으면 반대 방향으로 쭈욱 미끄러져버린다.
- 물이 고인 바닥: 바닥 위를 걷는 순간 쭉 미끄러져서 물이 없는 곳으로 갈 때까지 조종이 불가능하다. 그네 타이어에 맞았다면 이동이 취소되고 뒤로 미끄러진다. 중간에 오리 튜브가 있는데, 장식처럼 보이지만 실제로 타고 점프가 가능하다.

### 나이트 캐슬
파일:나이트캐슬.png
고급 코스를 깨면 할 수 있는 맵, 플랫폼이 조금 작아지며, 맵이 넓어져 어려울 수 있다. 특히 마스터 버전에서는 맵이 넓어지다 보니, 초반에 로봇 쥐를 찾을 때 힘들 수도 있다.
원작에서 근세 시절 프랑스를 배경으로 한 에피소드들이 있는데 이를 구현한 것으로 보인다.
게임 요소는 다음과 같다.
- 성 주인: 침실에 존재하는데 이곳에 점프해 올라가면 시끄럽다며 소리를 지른다. 그럼 침실 내에 있는 모든 플레이어들을 기절시킨다. 참고로 이 양반은 잠을 자려는데 제리한테 호되게 당했던 사람이다. 에피소드 내용은 성에 사는 주인이 쥐 때문에 잠을 못 잔다고 톰에게 절대 아무 소리를 내지 못하게 만들라는 임무를 내리는 내용.
- 갑옷방: 기사 갑옷이 왼쪽부터 순서대로, 짧은 간격으로 도끼로 땅을 친다. 여기에 맞으면 꽤 오랜 시간 기절한다.
- 경비실 : 갑옷방과 동일한 모습이나, 거기에는 이상한 모래주머니가 일정 간격으로 떨어진다.
- 스위치: 이 스위치를 당기면 밑의 문이 열리며 이곳으로 아래에 있는 방으로 떨어질 수 있다.
- 시계탑 종 : 울리는 쪽에게는 이동속도 버프를 주며, 그 주변에 있는 적들에게 스턴을 건다.

### 여름 크루즈
큰 유람선을 기반으로 한 맵이다. 튜토리얼 특급 코스를 완료해야 할 수 있는 맵으로, 다양한 오브젝트와 시원한 배경이 특징이다.

### 삼림 목장
작은 목장을 기반으로 하는 맵이다. 튜토리얼 마스터 코스를 완료해야 할 수 있다. 이 맵에는 저수지가 있는데, 저수지 안에서의 조작감이 상당히 불편하고 맵이 재미없을 정도로 단순해서 나오면 짜증날 정도로 인기가 없다. 굳이 저수지가 아니더라도, 나무 구멍 위에 치즈를 넣는 것 자체도 힘든데 기본 제리나 마술사, 악마 터피, 로빈후드 제리가 없는 경우 치즈 운반 난이도는 그야말로 극악이다.
맵이 일직선이라서 카우보이 톰이 날뛰는 맵으로 유명하다.

### 우주 요새
튜토리얼 특급 코스를 완료해야 할 수 있다. 우주 맵으로, 야외에서 나가면 점프력이 높아지고 착지 속도가 느려진다. 삼림 목장 만큼은 아니지만 우주에서의 조작감이 적응 안되면 불편할 수 있다. 주의할 점은, 쥐는 절대로 실피로 우주밖으로 나가지 말자. 실시간으로 천천히 데미지가 들어오는 공간이기 때문에 방금 탈출한 쥐들은 이 우주공간 때문에 오히려 역으로 잡히기 좋다.

### 로얄 게이트 호텔
튜토리얼 마스터 코스를 완료해야 할 수 있는 맵이다. 맵에 작고 큰 상자가 많다.

### 놀이동산
튜토리얼 마스터 코스를 완료해야 할 수 있는 맵이다. 2021년 5월 13일 업데이트로 추가되었다.
쥐구멍 중 하나가 애매한 위치에 생성되는 경우가 있다. 자이로드롭을 통해 올라가 오른쪽으로 떨어져야 하는 위치인데, 이 자이로드롭을 타고 올라가려면 자이로드롭이 위에 있다면 내려올때까지 기다리고, 다시 올라갈때까지 기다려야 한다. 게다가 너무 빨리 올라가는 나머지 서버가 느리다면 밑으로 푹 꺼져버리는 수도 있다.
자이로드롭을 타지 않고 올라가는 방법은 그 오른쪽에 천천히 올라가는 관람차에 타서 올라가는 방법이 있다. 문제는 관람차는 너무 느리다.